# Chaoborus manilensis
Chaoborus manilensis är en tvåvingeart som först beskrevs av Ignaz Rudolph Schiner 1868.  Chaoborus manilensis ingår i släktet Chaoborus och familjen tofsmyggor.
Artens utbredningsområde är Filippinerna. Inga underarter finns listade i Catalogue of Life.